# Mongołowie (plemię)

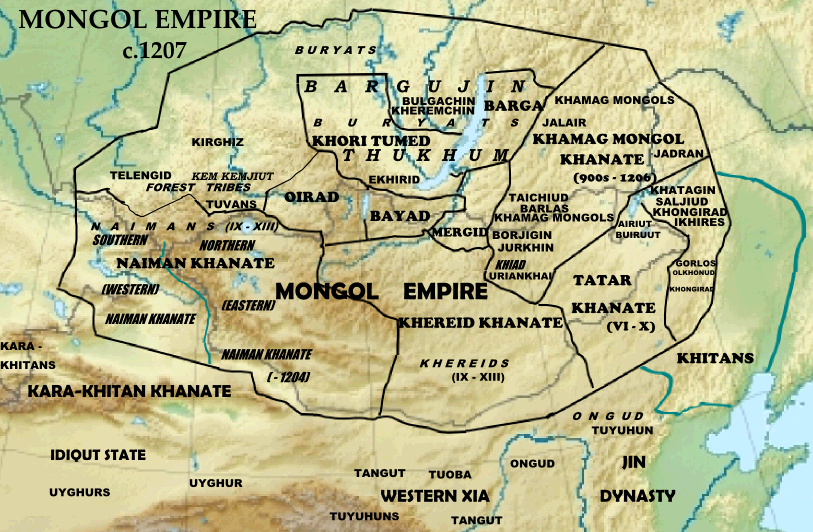
Imperium Mongolskie w roku 1207, wkrótce po podbiciu przez Czyngis-chana Wyżyny Mongolskiej, wraz z zaznaczonymi terytoriami poszczególnych plemion Wyżyny. W prawym górnym rogu Mongołowie (Khamag Mongol) i ich rody

Mongołowie – plemię mongolskie, które na przełomie XII i XIII wieku podbiło inne ludy Wyżyny Mongolskiej, odtąd od jego nazwy zbiorczo określane Mongołami. Jednocześnie język którym mówiło plemię Mongołów, wspólny z innymi plemionami Wyżyny, zaczął być nazywany językiem mongolskim.

## Pochodzenie i wczesna historia
Prawdopodobnie pierwsza wzmianka na temat Mongołów znajduje się w chińskiej oficjalnej historii dynastii Tang, skompilowanej pod koniec X wieku, w której w związku z wydarzeniami z VIII stulecia wspomina się o "Mengwu" (蒙兀), mających stanowić odłam Shiwei i mieszkających na wschód od Wielkiego Chinganu. Przyjmuje się, że "Mengwu" reprezentuje formę Monggu[-ul]. Ta identyfikacja nie jest jednak pewna, w szczególności została ona zakwestionowana przez Lidię Wiktorową, która w "Mengwu" widzi oddanie nazwy klanu Mangkut. W późniejszych źródłach chińskich Mongołowie nazywani są "Menggu" (蒙古). Pod tą nazwą pojawiają się oni w roku 1084 jako jedno z najbardziej oddalonych plemion płacących trybut kitańskiej dynastii Liao. Chińscy autorzy wiążą ich z Shiwei i opisują jako pierwotnie żyjących w całości z łowiectwa. Współczesne badania etnograficzne sugerują, że w kulturze Mongołów obecny jest silny element syberyjski, z zapożyczeniami od hodowców reniferów żyjących na terenie syberyjskiej tundry włącznie. Mit założycielski Mongołów wskazuje na ich pierwotne siedziby jako dorzecze Argunu. W sumie należy uznać, iż "grupy stanowiące rdzeń plemienia Mongołów były początkowo jednym z ludów leśnych, łowiecko-zbierackim ludem Południowej Syberii – Wschodniej Mongolii i pogranicza północno-zachodniej Mandżurii". Bat-Oczir Bold umieszcza wczesnych Mongołów na południowy zachód od Jeziora Bajkał aż po góry Chentej. Eugeniusz Kyczanow uważa, że zamieszkiwali oni tereny wokół Wielkiego Chinganu i południowego biegu rzeki Argun.

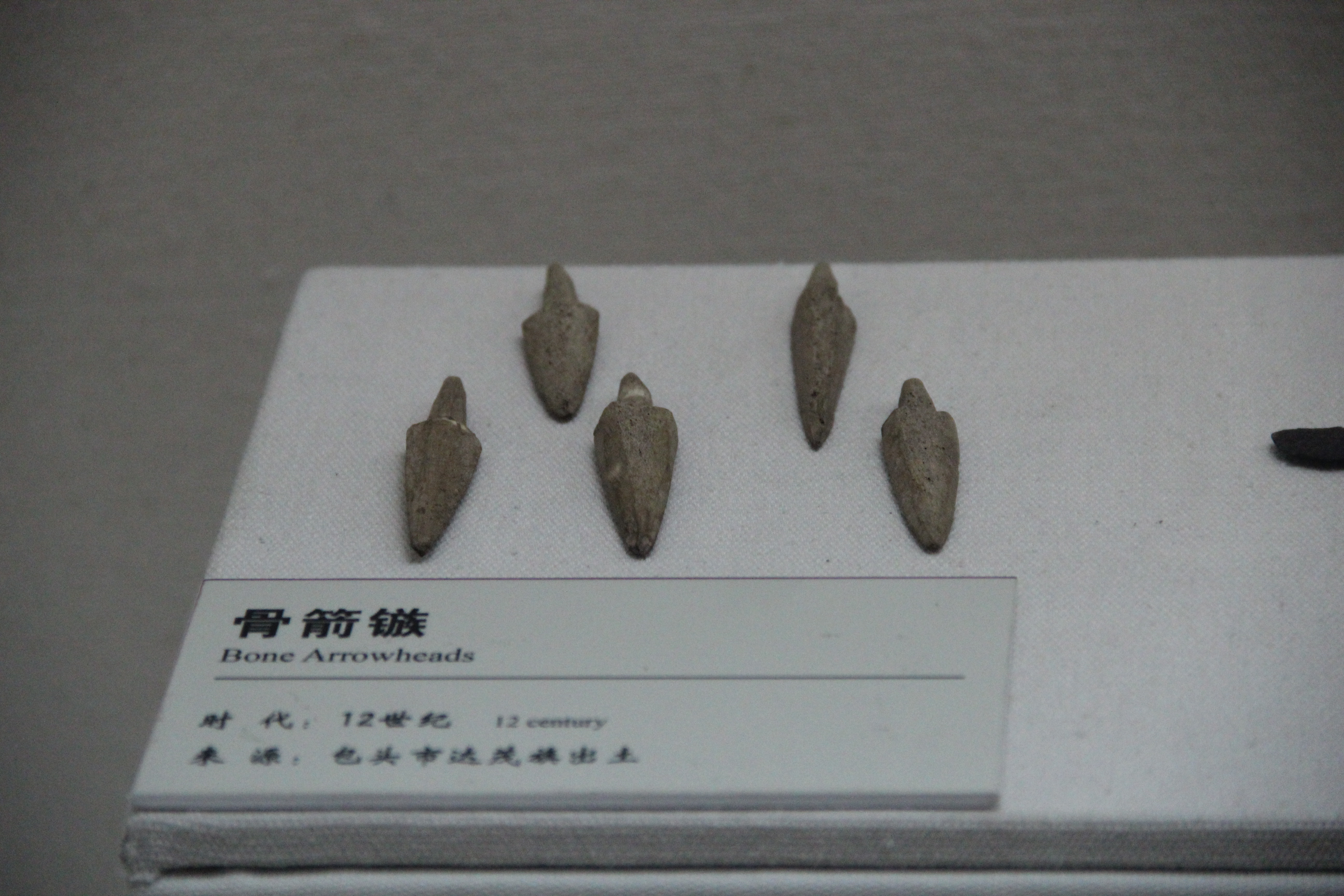
Groty strzał wykonane z kości w XII w. odnalezione na terenie dzisiejszej Mongolii Wewnętrznej. Zbiory Muzeum Mongolii Wewnętrznej w Hohhot

W XII stuleciu Mongołowie pojawiają się jako plemię zamieszkujące tereny nad rzeką Onon, Kerulen i Tuul w dzisiejszej środkowej i wschodniej Mongolii. W trakcie swojej wędrówki na zachód Mongołowie stali się koczownikami, chociaż nawet za czasów Czyngis-chana (1206–1227) można jeszcze było spotkać wśród nich zamieszkujące bardziej północne rejony grupy określane jako "Ludzie Lasu" (Hoj-in irgen), zaangażowane bardziej w łowiectwo i handel futrami niż wypasanie stad. Menggu nie byli jedynymi przodkami Mongołów. Z biegiem czasu do plemienia dołączały także nowe klany, takie jak wspomniani w chińskich źródłach Dżadżirad (po raz pierwszy w 1093) i Kongirat (po raz pierwszy w 1129). Mongołowie handlowali z sąsiednimi ludami, w tym dynastiami północnych Chin, jednak zarówno panujący w nich Kitanowie, jak i późniejsi Dżurdżeni zabraniali eksportu żelaza, tak że Mongołowie musieli robić strzemiona z drewna i strzały z kości. Po upadku kitańskiej dynastii Liao w 1125 i powstaniu dżurdżeńskiej dynastii Jin Mongołowie stali się wiodącym plemieniem stepowym. Pomiędzy 1139 a 1146 rokiem Mongołowie, sprzymierzeni z niezadowolonymi z panowania Dżurdżenów grupami pogranicza zadali dynastii Jin cały szereg porażek, zajmując forty i pograniczne miasta. W roku 1147 Dżurdżeni uznali władzę mongolskiego chana, zapewniając sobie pokój poprzez szczodre dary zboża, bydła, owiec i wyrobów z jedwabiu oraz pewne terytorialne koncesje.
Mongolska tradycja ustna wiąże powstanie ich pierwszego państwa, tzw. "Kamug Monggol Ułus" (Ułusu wszystkich Mongołów), z osobą chana Kabuła (ok. 1130 i później), należącego do najstarszego wśród nich rodu Bordżigin (l. mn. Bordżigid). Tajna historia Mongołów retrospektywnie przypisuje Kabułowi tytuł kagana. Żeby przeciwstawić się presji Mongołów, Dżurdżeni odwołali się do tradycyjnej polityki walczenia z ludami stepowymi za pośrednictwem innych ludów stepowych i sprzymierzyli się z Tatarami. Zagrożeni przez nich Mongołowie po śmierci Kabuła wybrali chanem Ambakaja (ok. 1160), założyciela rodu Tajcziutów. Ten wkrótce został schwytany przez Tatarów i zabity po oddaniu go w ręce Dżurdżenów. Taki sam los spotkał syna Kabuła, Ökin Barkaka, oraz kilku lokalnych wodzów. Po śmierci Ambakaja Mongołowie zwrócili się do Kutuły, trzeciego syna Kabuła, który jednak zginął w bitwie z Tatarami ok. roku 1164. Po tym wydarzeniu doszło do politycznej dezintegracji Mongołów. Dżurdżeni mieli prowadzić przeciwko nim rokroczne kampanie, mające na celu "przerzedzenie ich szeregów" i w latach 1160 do 1190 rynki północnych Chin zapełniły się mongolskimi niewolnikami. Mongołowie zostali włączeni do systemu trybutarnego dynastii Jin, co faktycznie oznaczało udział w kontrolowanym przez państwo handlu międzynarodowym. Czyngis-chan przestał płacić trybut Jin dopiero w roku 1210.

## Struktura społeczna i zmiany w epoce Czyngis-chana

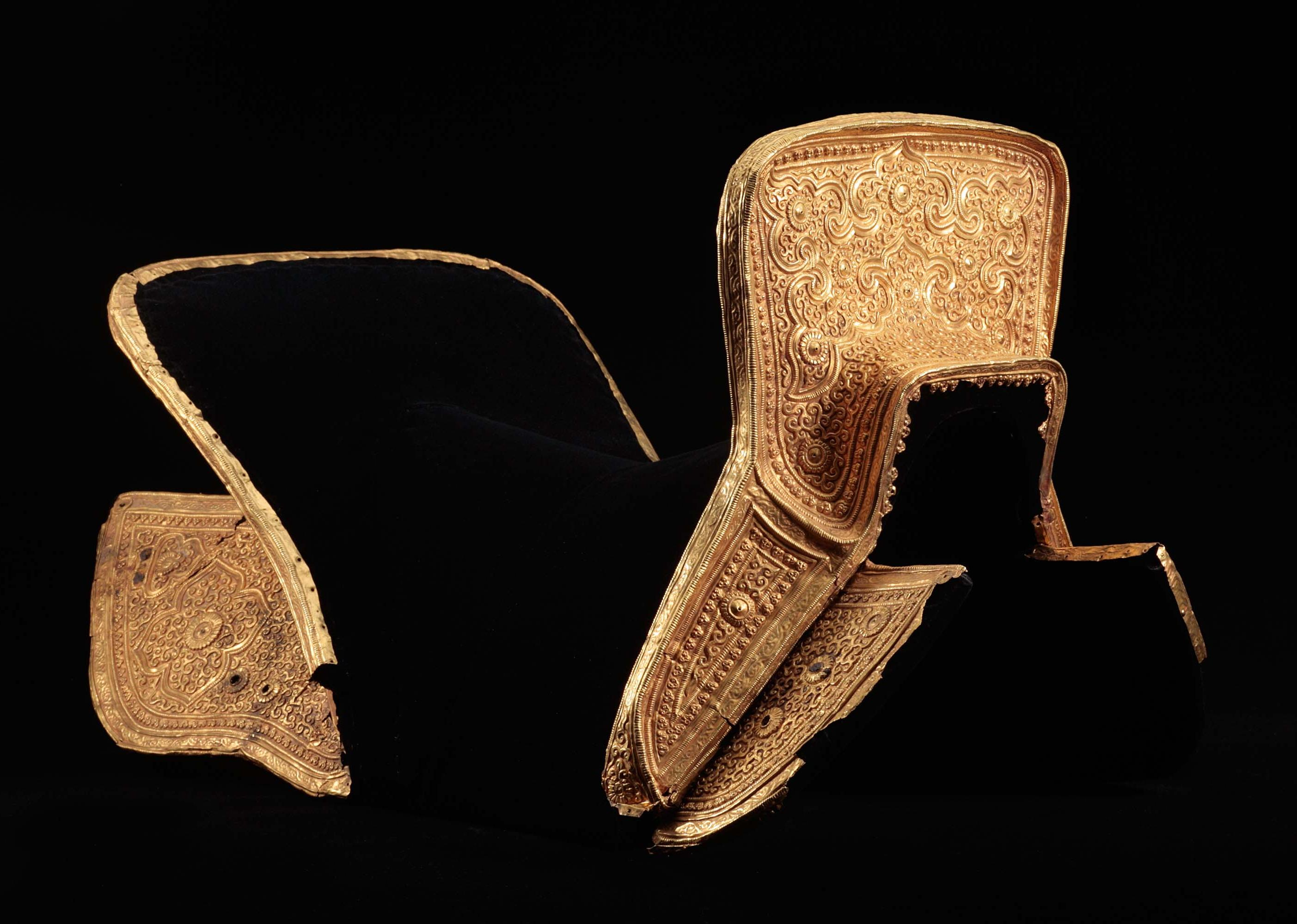
Łęk i pasowania siodła wykonanego na terenie Imperium Mongolskiego w pierwszej połowie XIII w. Wykonane ze złota techniką repusowania, z pozostałościami żelaznych nitów. Hojne użycie złota, które pokrywało całe siodło oprócz samego siedziska, wskazuje na to że najprawdopodobniej należało ono do ważnego członka rodu panującego. Zbiory The Nasser D. Khalili Collection of Islamic Art

Zgodnie z mitem etnogenicznym Mongołów mieli oni pochodzić od Börte Czino (Szarego Wilka) i jego żony Goaj Marał (Pięknej lub Płowej Łani). Plemię Mongołów dzieliło się na dwie grupy klanów - rządzących Nirun (dosł. "kręgosłup") i plebejskich Durlukin. Nirun dzielili się na ponad 20 rodów, zaś Durlukin ponad 15. Rozbudowana genealogia zawarta w Tajnej historii Mongołów dotyczy jedynie Nirun. Ci mieli pierwotnie należeć do jednego lineażu, Kijan (l. mn. Kijat), i wywodzić się od półlegendarnej wdowy Ałan-goy, która miała urodzić trzech synów z ojca pochodzącego z Nieba (Tengri). Najmłodszy z nich, Bodonczar, chociaż z pozoru głupiec, pokazał swoje wyższe przeznaczenie, dokonując podbojów. To on miał dać początek najważniejszemu rodowi Nirun, Bordżigin. Potomek Bodonczara w czwartym pokoleniu, Kajdu, udowodnił swoje prawo do władzy nad Mongołami, podbijając atakujących ich Dżałair. Od tej pory Bordżigin zaczęli mieć monopol na stanowisko chana, chociaż tytuł ten nie był dziedziczny. Chanowie byli wybierani spośród potomków Kajdu na kurułtajach. Kabuł miał być prawnukiem Kajdu. Mongolskie lineaże praktykowały kult przodków i udział w ofiarach dla nich równał się byciu członkiem plemienia. Wykluczenie z sakralnego posiłku oznaczało powstanie nowego lineażu. Ponieważ Nirun wywodzili się z jednego lineażu, obowiązywała ich egzogamia i musieli szukać małżonków wśród rodów Durlukin. Tradycyjnie członkowie określonego rodu Nirun zawierali małżeństwa z określonym rodem Durlukin i w wyniku tak powstałego sojuszu nazywali siebie następnie kuda. Bordżigin tradycyjnie zawierali małżeństwa z Kongirat – stąd do tego klanu należała zarówno matka Czyngis-chana, Höelün, jak i jego najważniejsza żona, Börte. Wiele rodów Durlukin było wolnymi ludźmi i opierało swoje polityczne znaczenie właśnie na relacji kuda. Inne jednak stawały się mniej lub bardziej zależne od jakiegoś klanu Nirun, czasami powoli tracąc swoją tożsamość wraz z tym jak coraz bardziej były włączane do nowego klanu.
Po śmierci Kabuła Bordżigin podzielili się na kilka podlineaży, takich jak wspomniani już Tajcziuci, zapoczątkowani przez Ambakaja, oraz Kijan (w wąskim sensie), na których czele stał Jesügej Baatur, wnuk Kabuła i ojciec Czyngis-chana. Tajcziuci wkrótce stali się rodem dominującym, wzrosło także znaczenie innych klanów z niepewnymi roszczeniami do przynależności do Bordżigin, takich jak Dżadżirad Dżamuki. (Bordżigid twierdzili, że protoplastą Dżadżirad w rzeczywistości nie był Bodonczar, ale jego niewolnik należący do Uriangkat). W związku z tym potomkowie Kabuła początkowo byli przychylni Czyngis-chanowi, gdy ten począwszy od połowy lat osiemdziesiątych XII wieku zaczął ponownie ustanawiać supremację Bordżigin w wąskim sensie tego słowa nad zarówno ich kuzynami Tajcziutami, jak i Dżadżirad. W ciągu następnych 15 lat surowa dyscyplina zaprowadzona przez Czyngis-chana zniechęciła jednak do niego jego starszych krewnych i w rezultacie zniszczył on pewne klany w ramach Bordżigin, takie jak Jürkin, podczas gdy inne opuściły jego obóz. Ostatecznie jego wąski krąg zaufanych składał się jedynie z członków najbliższej rodziny oraz "towarzyszy" (nökör) wywodzących się z klanów Durlukin, którzy byli mu całkowicie oddani. Stara arystokracja Bordżigin przeszła na stronę Dżamuki, wodza Dżadżirad, który został ogłoszony gurchanem ("chanem uniwersalnym") przez sojusz Tajcziutów oraz innych klanów Nirun wraz z kilkoma wolnymi klanami Durlukin. Począwszy od 1201 roku, w wyniku porażek zadanych przez Czyngis-chana, sojusz ten zaczął się rozpadać. Wolne rody Durlukin sprzymierzyły się z Czyngis-chanem, podczas gdy Nirun zostali albo zniszczeni albo szukali schronienia u innych ludów Wyżyny Mongolskiej. Wraz z podbojem Wyżyny przez Czyngis-chana podporządkowały mu się pozostałe klany Nirun. 
Odtąd etnonim Mongołowie zaczęto stosować wobec wszystkich plemion wchodzących w skład państwa zbudowanego przez plemię Mongołów, niezależnie od ich pochodzenia etnicznego (tj. tego czy mówiły one językami mongolskimi, czy tureckimi), co było zgodne ze stepowym zwyczajem przyjmowania przez federację plemienną nazwy jej plemienia wiodącego. Jednocześnie język którym mówiło plemię Mongołów, wspólny z innymi plemionami Wyżyny Mongolskiej (nawet jeśli poza tym mówiły one jakąś odmianą tureckiego), zaczął być nazywany językiem mongolskim. Stopniowo członkowie plemienia Mongołów rozproszyli się po całym terytorium zbudowanego przez siebie imperium, w którym często sprawowali najwyższe stanowiska, i w rezultacie ich plemię przestało istnieć jako odrębna grupa. W kulturze imperium mongolskiego i jego państw sukcesyjnych przechowały się jednak pewne elementy tradycji plemienia Mongołów. Za godnych sprawowania władzy nadal uważano jedynie Bordżigin, chociaż  za członków rodu uchodzili odtąd jedynie potomkowie Jesügeja, to jest Czyngis-chana i jego czterech braci. Nadal także kultywowano takie tradycje jak znaczenie lineażu i relacji kuda.